# Grimmenstein
Grimmenstein è un comune austriaco di 1 405 abitanti nel distretto di Neunkirchen, in Bassa Austria; ha lo status di comune mercato (Marktgemeinde). La sua frazione di Hochegg fu comune autonomo tra il 1931 e il 1967.